# Simfonia núm. 3 (Prokófiev)
La Simfonia núm. 3 en do menor, op. 44, de Serguei Prokófiev va ser estrenada el 17 de maig de 1929 a París per l'Orquestra Simfònica de París sota la direcció de Pierre Monteux. La va dedicar a Nikolai Miaskovski.

Té una durada d'uns 35 minuts.
```

## Història
La música deriva de l'òpera de Prokófiev L'àngel de foc, que havia estat acceptada per a estrenar-se en la temporada 1927-1928 de l'Òpera de l'Estat de Berlín per Bruno Walter, però l'estrena no arribà a materialitzar-se; de fet, l'òpera mai no va ser posada en escena en vida del compositor. Prokófiev, que havia treballat en l'òpera durant anys, no es resignava a deixar que la música llanguís sense interpretar-se, i després d'escoltar una interpretació del segon acte en versió de concert per Serge Koussevitzky el juny de 1928, va adaptar parts de l'òpera per construir la Tercera Simfonia (poc després, de manera similar, bussejaria en la música del seu ballet El fill pròdig per a la Quarta Simfonia).
La simfonia ocupa un esglaó intermedi entre les set de Prokófiev pel que fa a la popularitat, no tan coneguda com la Simfonia Clàssica però tampoc tan oblidada com la Simfonia núm. 2 o la primera versió de la Simfonia núm. 4. Entre els més aferrissats defensors d'aquesta simfonia cal esmentar Riccardo Muti, Riccardo Chailly i Michael Tilson Thomas, els quals han contribuït significativament a augmentar la popularitat de la simfonia a les acaballes del segle xx.

## Estructura
Tot i que la música procedeix d'una òpera, el material està desenvolupat de manera simfònica i, per tant, no es tracta de música programàtica.
El primer moviment, en la tradicional forma sonata, obre amb uns forts acords de l'orquestra al complet, junt amb tocs de campanes, escampant una atmosfera d'amenaça i inquietud. Tot seguit les cordes ataquen un apassionat tema, mentre que un malenconiós segon tema en els fagots i les cordes greus serveix de contrast. Segueix una secció de desenvolupament, deixant espai a un tercer tema que acaba per fusionar-se amb els dos inicials. Després d'un greu clímax amb un acord gegantí de l'orquestra i un darrer episodi amb temps de marxa entra l'etèria recapitulació, en la qual el primer i segon tema apareixen integrats, tot i que molt reduïts i interpretats de manera més suau, com si en restés només l'ombra del que van ser.
El segon moviment, un andante meditatiu amb estructura tripartita, mostra el talent de Prokófiev com a creador de textures fràgils i delicades. La secció central és més densa, amb el tema principal construït amb semitons.
El tercer moviment serveix com a scherzo i trio. L'scherzo és molt conegut per les nervioses textures de les cordes (les cordes estan dividides en 13 parts), mentre que el trio ofereix un tranquil repòs a la precedent excitació. El retorn del scherzo es complementa amb amenaçadores intervencions del bombo i els metalls.
El fosc finale comença lentament, i només s'anima a poc a poc. Una secció central més tranquil·la reprèn material del primer i tercer moviments, però la severitat inicial retorna, amb l'afegit de les intenses intervencions dels metalls.

## Enregistraments
| Orquestra                                               | Director               | Companyia Discogràfica | Any d'enregistrament | Format |
| ------------------------------------------------------- | ---------------------- | ---------------------- | -------------------- | ------ |
| Orquestra Nacional Escocesa                             | Neeme Järvi            | Chandos Records        | 1986                 | CD     |
| Orquestra Simfònica de Londres                          | Valeri Guérguiev       | Philips                | 2004                 | CD     |
| Orquestra Simfònica de Londres                          | Walter Weller          | Decca                  | 1977                 | CD     |
| Orquestra de Filadèlfia                                 | Riccardo Muti          | Philips                | 1991                 | CD     |
| Orquestra Reial del Concertgebouw                       | Riccardo Chailly       | Decca Records          | 1993                 | CD     |
| Orquestra Nacional de França                            | Mstislav Rostropóvitx  | Erato                  | 1988                 | CD     |
| Orquestra Simfònica Nacional d'Ucraïna                  | Theodore Kuchar        | Naxos Records          | 1994                 | CD     |
| Orquestra Simfònica de Londres                          | Claudio Abbado         | Decca                  | 1969                 | CD/LP  |
| Orquestra Nacional de l'O.R.T.F.                        | Jean Martinon          | Vox Records            |                      | CD     |
| Orquestra Filharmònica Txeca                            | Zdenek Kosler          | Supraphon              | 1982                 | CD     |
| Orquestra Filharmònica de Berlín                        | Seiji Ozawa            | Deutsche Grammophon    | 1990                 | CD     |
| Orquestra del Ministeri de Cultura de l'Estat de l'URSS | Guennadi Rojdéstvenski |                        |                      | CD/LP  |
| Orquestra Simfònica de Boston                           | Erich Leinsdorf        | RCA Records            | 1967                 | LP     |